# Magid Magid

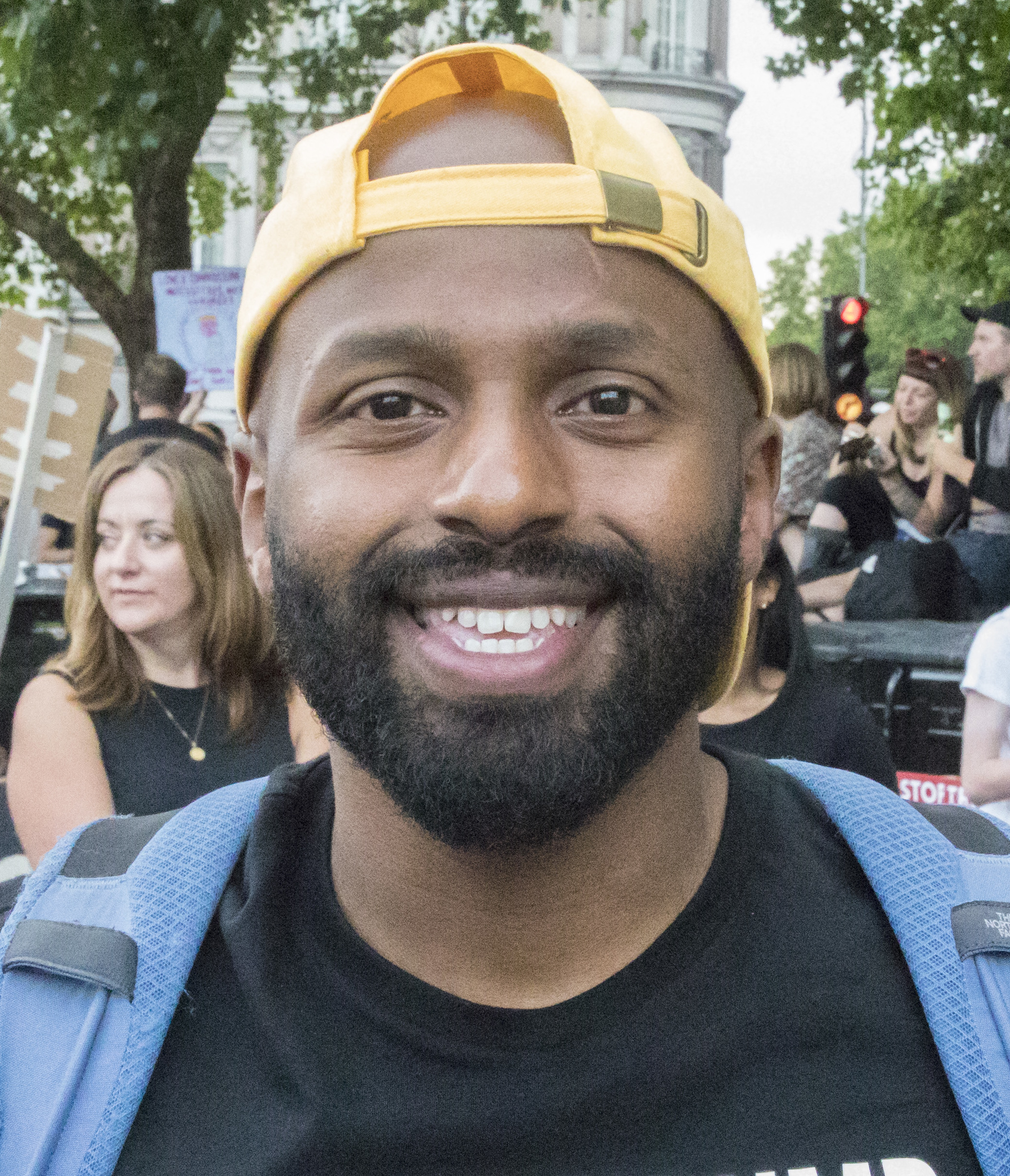
Magid Magid (2018)

Magid Magid, auch Magid Mah, (* 26. Juni 1989 in Burao, Somalia) ist ein britischer Politiker der Green Party of England and Wales (GPEW). Von Mai 2018 bis Mai 2019 war er Lord Mayor von Sheffield. Vom 2. Juli 2019 bis zum 31. Januar 2020 war er Mitglied des Europäischen Parlaments der Europäischen Grünen Partei in der Fraktion Die Grünen/Europäische Freie Allianz.

## Leben
Magid Magid wurde 1989 in Burao, der Hauptstadt der Region Togdheer in Somalia, geboren. Nach dem Ausbruch des Somalischen Bürgerkrieges flüchtete seine Mutter mit ihren sechs Kindern 1994 aus Somalia. Nach einem sechsmonatigen Aufenthalt in einem Flüchtlingslager in Äthiopien kamen sie nach Großbritannien, wo Magid in Burngreave, einem Stadtteil von Sheffield aufwuchs und die Fir Vale Secondary School besuchte.
An der University of Hull begann er danach ein Studium der Meeresbiologie. Während des Studiums wuchs sein politisches Interesse bedingt durch den Aufstieg der rechtspopulistischen UK Independence Party (UKIP). An der Universität gründete er einen Mixed-Martial-Arts-Club und wurde zum Präsidenten der Studierendenvertretung gewählt. Nach der Universität war er unter anderem im Bereich des Digitalen Marketing selbstständig tätig.
2018 nahm Magid an der Realitysendung Hunted des Fernsehsenders Channel 4 teil. Sein Markenzeichen ist eine gelbe Baseballkappe, die er verkehrt herum trägt.

### Politik
2014 trat er der Green Party of England and Wales (GPEW) bei, 2016 wurde er im Wahlbezirk Broomhill and Sharrow Vale für die Grünen zum Mitglied des Stadtrates in Sheffield gewählt. Im Mai 2018 folgte er Anne Murphy als 122. Lord Mayor von Sheffield nach – ein vor allem zeremonielles Amt, das jährlich unter den größten Parteien des Sheffield City Council rotiert. In dieser Funktion war er der bis dahin jüngste und der erste der Grünen. Im Mai 2019 folgte ihm Tony Downing als 123. Lord Mayor von Sheffield nach. 
2019 nominierte seine Partei Magid für die Europawahl 2019 und wurde zusammen mit sechs Parteikollegen gewählt. Er trat der Fraktion Die Grünen/Europäische Freie Allianz bei. Für die Fraktion war er Mitglied im Ausschuss für bürgerliche Freiheiten, Justiz und Inneres, sowie stellvertretendes Mitglied im Ausschuss für Kultur und Bildung.
An seinem ersten Tag im EU-Parlament soll er gebeten worden sein, das Gebäude zu verlassen. Laut einem Sprecher des Parlaments würden die angeblichen Vorkommnisse untersucht, er könne jedoch mit Sicherheit sagen, dass kein Mitglied des Parlamentspersonals daran beteiligt war. In seiner Rede am 17. Juli 2019 zur europäischen Flüchtlingspolitik und humanitären Hilfe im Mittelmeer bezeichnete Magid Magid Italiens Innenminister Matteo Salvini als Feigling. Vom Vizepräsidenten des Parlaments Rainer Wieland wurde er im Anschluss an die Rede aufgefordert, beim Sprechen die Baseballkappe abzunehmen.
Im Rahmen des Austritts des Vereinigten Königreichs aus der Europäischen Union verließ Magid das Europäische Parlament zum 31. Januar 2020.

## Publikationen
- 2020: The Art of Disruption: A Manifesto For Real Change, Blink, London 2020, ISBN 978-1788702904